# Размашкіна Інеса Іванівна
Інеса Іванівна Размашкіна (* 20 серпня 1939) — радянський і український редактор.
Закінчила Всесоюзний державний інститут кінематографії (1963). 
З 1964 р. — редактор Київської кіностудії ім. О. П. Довженка.
Автор статей з питань кіномистецтва на сторінках журналів і газет.
Член Національної Спілки кінематографістів України.

## Фільмографія
Вела фільми:
- «Вулиця тринадцяти тополь» (1969)
- «Чи вмієте ви жити?» (1970)
- «Блакитне і зелене» (1970, к/м)
- «Сміхонічні пригоди Тарапуньки і Штепселя» (1971)
- «Бумбараш» (1971, т/ф, 2 с)
- «Ефект Ромашкіна» (1973, т/ф)
- «Як гартувалась сталь» (1973, т/ф, 6 а)
- «Хвилі Чорного моря» (1975, т/ф, 8 с)
- «Місце спринтера вакантне» (1976)
- «Незрима робота» (1979)
- «Важка вода» (1979)
- «Мільйони Ферфакса»
- «Жінки жартують серйозно» (1980)
- «Грачі» (1980)
- «Ранок за вечір мудріший» (1981)
- «Яблуко на долоні» (1981)
- «Щастя Никифора Бубнова» (1983)
- «Паризька драма» (1983)
- «Загублені в пісках» (1984)
- «Звинувачується весілля» (1986)
- «Бережи мене, мій талісмане» (1986)
- «Фантастична історія» (1988)
- «Яма» (1990)
- «Снайпер» (1991, 2 с)
- «Співачка Жозефіна й Мишачий Народ» (1994)
- «Приятель небіжчика» (1997)
- «Іван Миколайчук. Посвята» (1998)
- «Таємниця Чингісхана» (2002) та ін.